# Schliffmanschette
Die Schliffmanschette, auch Rillenmanschette, ist ein Zubehörteil in der chemischen Labortechnik, das eine gas- und flüssigkeitsdichte Verbindung zweier Glasgeräte mit Normschliff ermöglicht. Durch sie kann auf die übliche Verwendung von Schlifffett verzichtet werden, was das Auftreten von Fettrückständen verhindert. 

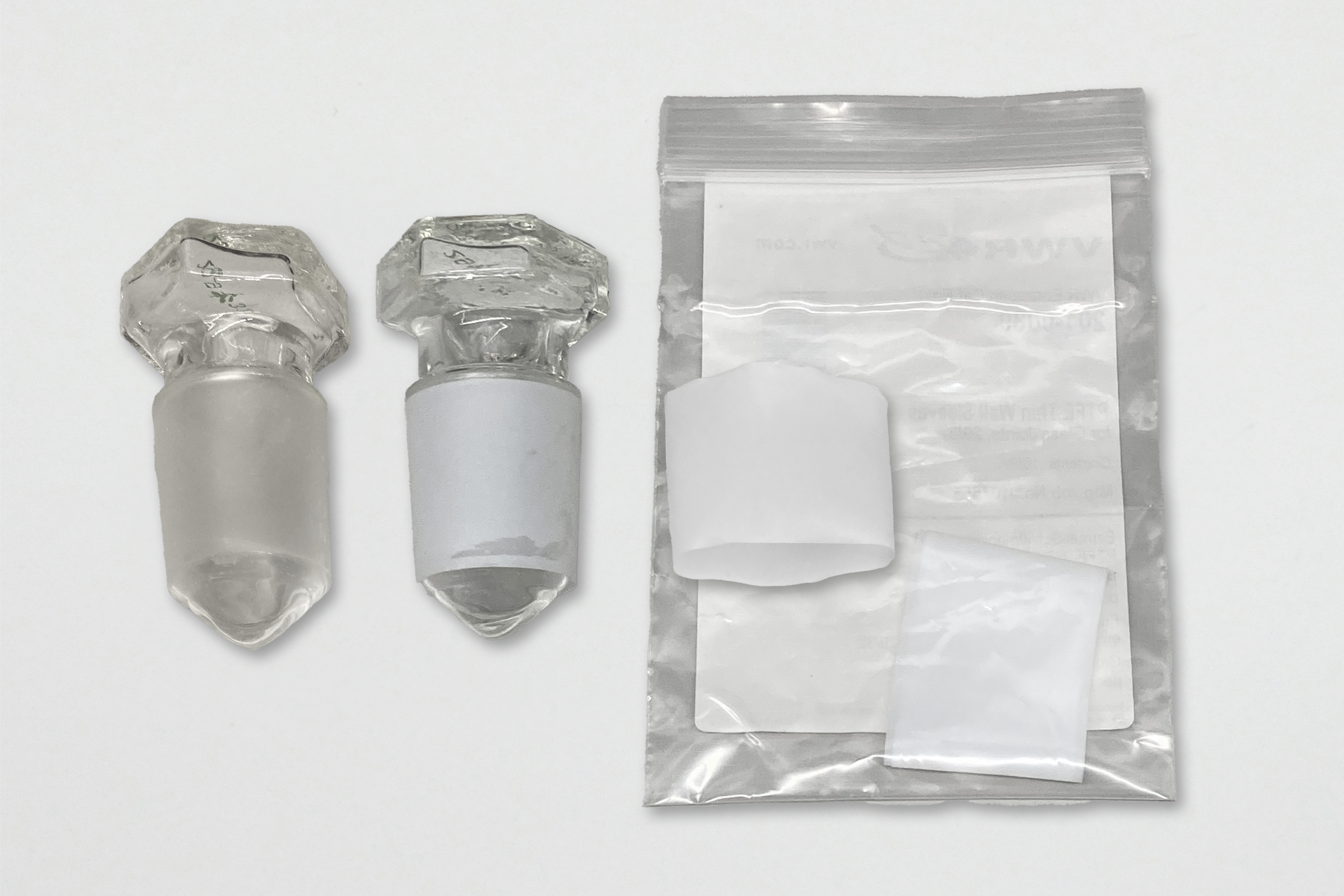
Schliffstopfen ohne (links) und mit (rechts) Schliffmanschatte

## Beschaffenheit
Schliffmanschetten bestehen aus PTFE, wodurch sie in einem großen Temperaturbereich (−200 °C bis 250 °C) eingesetzt werden können und eine hervorragende Chemikalienbeständigkeit besitzen. Sie sind in diversen Normschliffgrößen erhältlich. Die Manschetten sind konisch geformt und "verhindern das Festfressen und vermindern somit auch die Bruchgefahr bei dem Auseinandernehmen der Apparaturen". Zudem wird das Festfressen durch den geringen Reibungskoeffizienten von PTFE verhindert.
Schliffmanschetten sind sehr dünnwandig (meist 0,05 mm) und passen somit wie eine „zweite Haut“. Sie haben, im Gegensatz zu Schliffhülsen, keinen überstehenden Griffbund, daher besteht keine Beeinträchtigung bei der Verwendung von Schliffklemmen. Schliffmanschetten sind auch für mittleres Vakuum bis 0,1 mbar geeignet, z. B. für Rotationsverdampfer.